# Der Elsässer
Der Elsässer (fr.: L’Alsacien) war eine deutschsprachige Tageszeitung und erschien 1885 bis 1935 in Straßburg.

## Geschichte
Das am 2. April 1885 erstmals erschienene Blatt stand dem politischen Katholizismus, also der Elsaß-Lothringischen Zentrumspartei und ab 1919 der Union populaire républicaine (UPR), nahe. Innerhalb der UPR war die Zeitung dem heimatrechtlichen Flügel zuzurechnen. Die Auflage der deutschsprachigen Tageszeitung betrug 1919 insgesamt 44.500 und im Jahr 1935 mit Nebenausgaben 150.000 Exemplare. Das Verbreitungsgebiet war Straßburg und das Unterelsass. 

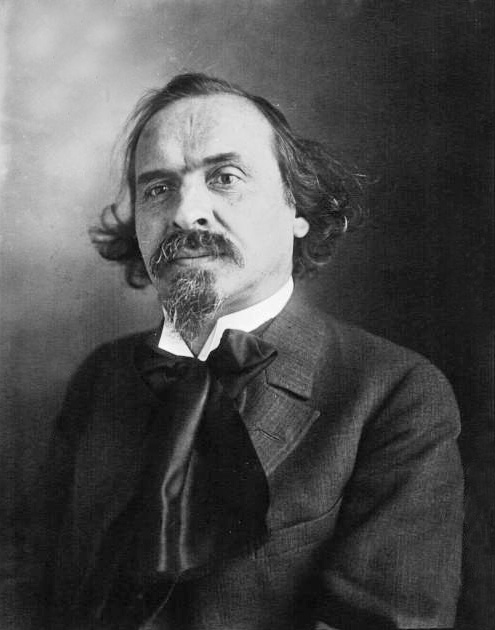
Pressebild von Chefredakteur Thomas Seltz aus dem Jahr 1929

Regionalausgaben erschienen auch in Lothringen:
- L’Écho de Sélestat
- Echo de Wissembourg
- Echo de Saverne

## Journalisten (Auswahl)
- Thomas Seltz (ab 1906 Chefredakteur)
- Karl Pfleger